# پایگاه هوایی محافظت ملی برلینگتون
پایگاه هوایی محافظت ملی برلینگتون (به انگلیسی: Burlington Air National Guard Base) یک فرودگاه است . این فرودگاه در شهر برلینگتون کشور ایالات متحده آمریکا قرار دارد .